# Mangaber

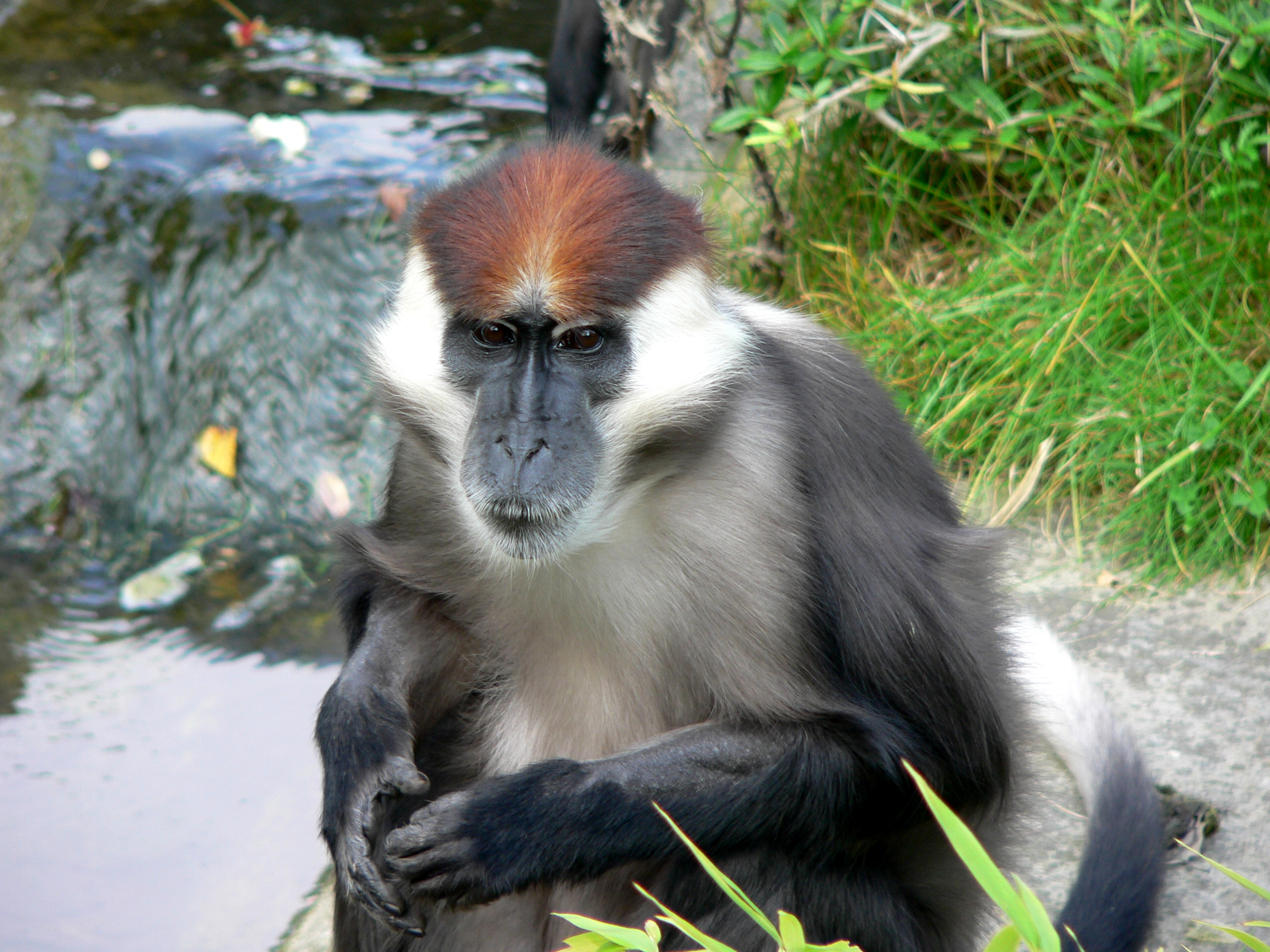
Cercocebus torquatus

Mangaber är namnet för olika medlemmar av familjen markattartade apor (Cercopithecidae).
Nyare undersökningar visade att mangaber inte utgör en systematisk grupp. Vanligen betecknas medlemmar av tre släkten som mangaber men dessa släkten är inte närmare släkt med varandra:
- Arterna i släktet Cercocebus lever vanligen på marken. Pälsens färg är oftast grå eller brun. Deras närmaste släktingar finns troligen i släktet mandriller. Till Cercocebus räknas 6 arter.
- Arterna i släktet Lophocebus har vanligen en svart päls och vistas främst på träd. De är nära släkt med babianer. Även här skiljs 6 arter.
- Arten höglandsmangab upptäcktes 2005. Pälsen har jämförelsevis långa hår av gråbrun eller rödaktig färg. Arten inräknades tidigare i släktet Lophocebus men listas numera i ett eget släkte, Rungwecebus.